# Stalling Busk
Stalling Busk – wieś w Anglii, w hrabstwie North Yorkshire, w dystrykcie (unitary authority) North Yorkshire. Leży 77 km na północny zachód od miasta York i 335 km na północny zachód od Londynu.